# Odsłoń twarz
"Odsłoń twarz"- utwór zespołu pochodzący z debiutanckiej płyty IRA wydanej w grudniu 1989 roku. Został zamieszczony na piątej pozycji na krążku. Trwa 4 minuty i 1 sekundę i jest szóstym co do długości utworem znajdującym się na płycie.
Utwór "Odsłoń twarz" utrzymany jest w dość łagodnym rockowym brzmieniu, dopiero refreny ukazują ostrzejsze brzmienie gitary, piosenka posiada także melodyjną solówkę gitarową. Kompozytorem utworu był basista grupy Dariusz Grudzień, natomiast tekst napisał Andrzej Senar. Utwór ten był nagrywany już wcześniej, bo w kwietniu 1989 roku w warszawskim studiu S-4. Podczas swej drugiej wizyty na Festiwalu w Opolu w czerwcu 1989 roku zespół zaprezentował się właśnie z tym utworem gdzie został ciepło przyjęty przez publiczność. Był także grany na trasie promującej debiutancką płytę, oraz na koncertach grupy w byłym ZSRR w 1990 roku. Od tamtej pory utwór nie jest grany na koncertach zespołu.

## Muzycy
- Artur Gadowski – śpiew, chórki
- Wojtek Owczarek – perkusja, chór
- Kuba Płucisz – gitara
- Dariusz Grudzień – gitara basowa, chór
- Tomasz Bracichowicz – instrumenty klawiszowe